# 鄧立真
鄧立真教授（英語：Prof. Gajaraj Dhanarajan），是香港、馬來西亞及世界著名的遙距教育家；英聯邦進修組織院長暨行政總裁。

## 簡歷
鄧教授畢業於印度馬德拉斯大學，曾擔任香港公開進修學院副院長（學術），於1991年升任為香港公開進修學院院長。超過25年致力發展亞洲遙距教育，建立遙距教育系統及教育研究網絡。更曾獲世界多個知名榮譽包括馬來西亞拿督及獲多所知名大學頒授榮譽博士學位。

## 學歷及資格
| 國家     | 大學         | 學歷                 |
| -------- | ------------ | -------------------- |
| 馬來西亞 | 馬德拉斯大學 | 理學士               |
| 馬來西亞 | 馬德拉斯大學 | 碩士                 |
| 英國     | 倫敦大學     | 理學碩士             |
| 英國     | 艾斯頓大學   | 生物學博士           |
| 香港     | 香港公開大學 | 人文社會科學榮譽博士 |